# Glypta notata
Glypta notata là một loài tò vò trong họ Ichneumonidae.